# M-klass (kryssare)
M-klassen var en klass av lätta kryssare som planerades, men aldrig byggdes, av Nazitysklands Kriegsmarine före andra världskriget. Fartygen var utformade för att jaga handelsfartyg i Atlanten. Utformningen av de fyra första fartygen led av ett antal problem, och därför omformades det femte och sjätte fartyget väsentligt.
Klassens namn är hämtat från den bokstav som anger den första planerade kryssaren. Så länge som fartygen inte hade något namn, hänvisades de till de bokstäver som tilldelades i den kronologiska ordningen för deras planerade konstruktion. Den första planerade enheten skulle ha varit den trettonde tyska kryssaren och angavs därför som kryssare M i marinens dokument. Om något av fartygen hade byggts skulle klassen ha fått sitt namn efter den första färdiga enheten.

## Utveckling och avbeställning

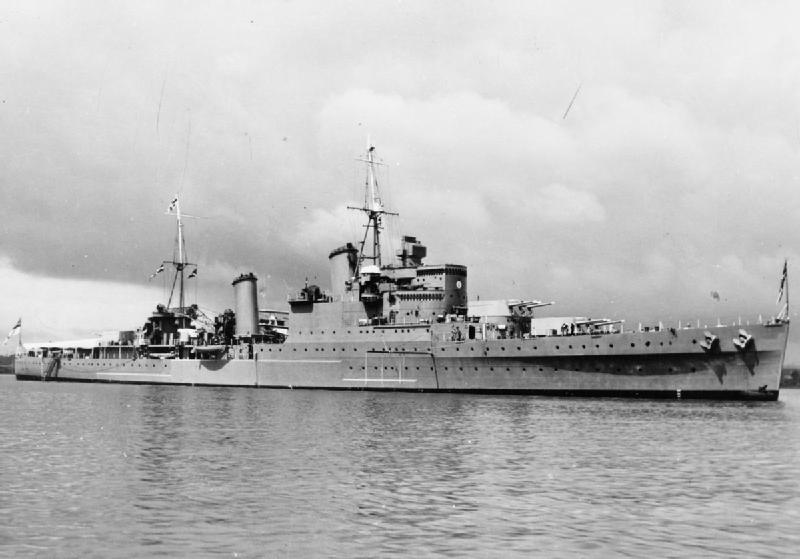
HMS Southhampton var en av de utländska kryssar-klasser som påverkade designen av M-klassen.

I början av 1930-talet inledde Adolf Hitler ett upprustningsprogram i Tyskland. Han undertecknade det tysk-brittiska flottavtalet 1935, som gav Tyskland rätt att bygga upp sin flotta till 35 procent av den brittiska flottans styrka och som i praktiken förkastade Versaillesfredens restriktioner för den tyska flottan. Versaillesfreden hade begränsat den tyska flottans kryssarstyrka till sex fartyg med ett deplacement på 6 000 ton.
M-klassen var tänkt att användas som spanare för de flottiljer som planerades i det tyska strategiska tänkandet vid den tiden, vilket skulle formaliseras som Plan Z-konstruktionsprogrammet. Designprocessen inleddes 1936; fartygen var tänkta för att jaga och attackera handelsfartyg. De var en förbättring jämfört med tidigare konstruktioner som Königsberg- och Leipzig-klasserna, som led av otillräcklig räckvidd. De krav som ställdes på konstruktionen - höga max- och marschhastigheter, lång räckvidd, tung beväpning och pansar som var tillräckligt för att motstå 15 cm stora granater, allt med ett deplacement på högst 8 000 ton - ansågs dock omöjliga av konstruktörerna. I juli 1937 begärde Oberbefehlshaber der Marine (överbefälhavare för marinen) förslag från både marinens konstruktionsstab och privata varv. Ingen av varvens förslag var praktiskt genomförbara, och därför valdes den officiella konstruktionen, som endast uppfyllde en del av kraven.
Under den fortsatta utvecklingen av designen framkom allvarliga brister, bland annat svagheten hos både huvudbatteriet och luftvärnsbeväpningen samt det otillräckligt tjocka pansaret. Däckspansarets stegvisa arrangemang slösade bort utrymme och var därför opraktiskt. Utformningen av framdrivningssystemet var också problematisk; båda turbinerna var placerade i samma maskinrum och därför var båda sårbara för att kunna sättas ur funktion om den andra skadades. Deras besättningsutrymmen var också otillräckliga för långväga insatser. Därför ändrades konstruktionen kraftigt för de två sista fartygen i klassen, Q och R. Den ursprungliga konstruktionen tog inspiration från samtida brittiska och franska fartyg, Southampton-klassen respektive La Galissonnière-klassen. Fördelningen av M-klassens sidopansar var det tydligaste inflytandet från Southampton-klassens konstruktion.
Kontraktet för M tilldelades Deutsche Werke i Kiel med byggnadsnummer 263. N följde på Kriegsmarinewerft i Wilhelmshaven som nummer 129. O - byggnadsnummer 606 - tilldelades Germaniawerft i Kiel, men den 8 augusti 1939 överfördes kontraktet till Kriegsmarinewerft. P tilldelades också Germaniawerft, under nummer 607. Q tilldelades Schichau i Danzig, och kontraktet för R tilldelades Deutsche Werke. Endast M och N kölsträcktes 1938, men byggandet avbröts den 19 respektive 21 september 1939 efter andra världskrigets början. Båda skroven skrotades kort därefter.

## Design

### Generella egenskaper

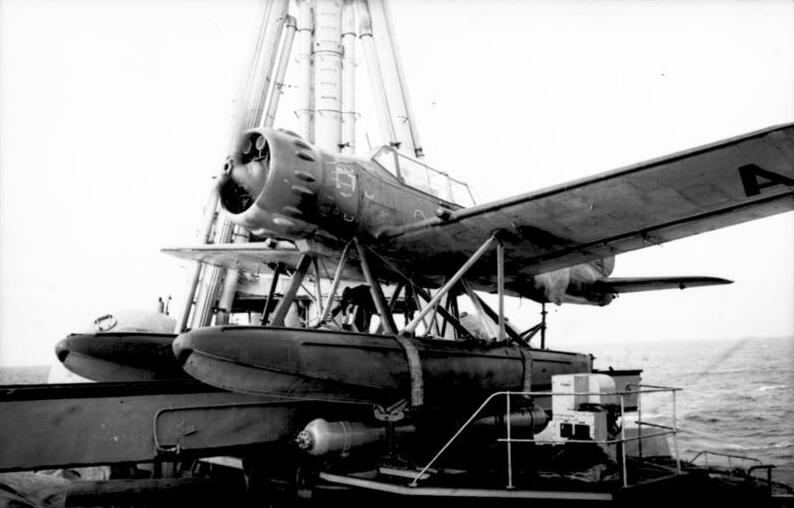
Ett Ar 196 sjöflygplan ombord den tunga kryssaren Admiral Hipper.

De fyra första fartygen i M-klassen - M, N, O och P - var 178 meter långa vid vattenlinjen och 183 meter långa totalt. De hade en bredd på 17 meter och ett djupgående på 5,42 meter standard, 7,25 meter framåt och 6,03 meter bakåt. Fartygen hade ett deplacement på 8 500 ton, vilket kunde öka upp till 10 400 ton vid full last. De två sista fartygen - Q och R - var förstorade versioner. De sista fartygen var 188 meter långa vid vattenlinjen och 196 meter långa överallt. Deras bredd var 1 meter bredare, totalt 18 meter. Deras djupgående var lägre, 5,4 meter. Deras deplacement var 9 300 ton och skulle ha haft en standardkapacitet på 8 568 ton. Det finns inga uppgifter om full last.
Alla sex fartygen skulle varit byggda av stål med upp till 85% svetsad konstruktion. Enligt designen skulle det finnas femton vattentäta skott och en dubbelbotten längs 78% av skrovets längd. Fartygen hade en besättning på 28 officerare och 892 värnpliktiga. De skulle ha haft ett par Arado Ar 196 sjöflygplan för spaning, som skulle ha startats skickats iväg med en ångkatapult.
De sex fartygen var avsedda att använda två uppsättningar av Brown, Boveri & Cie och Wagner ångturbiner eller turbiner av marintyp som byggdes av Germaniawerft och fyra dubbelverkande 12-cylindriga tvåtaktsdieselmotorer från MAN. Q och R skulle dock utrustas med ytterligare fyra dieselmotorer, vilket ger totalt åtta. Turbinerna drevs av fyra vattenrörspannor från Wagner med ett extremt högt tryck på 58 atmosfärer. Framdrivningssystemet drev tre propellrar, även om fyra övervägdes för Q och R. Fartygens elkraft kom från fyra generatorer som producerade 2 400 kW vid 220 volt.

### Bestyckning och pansar

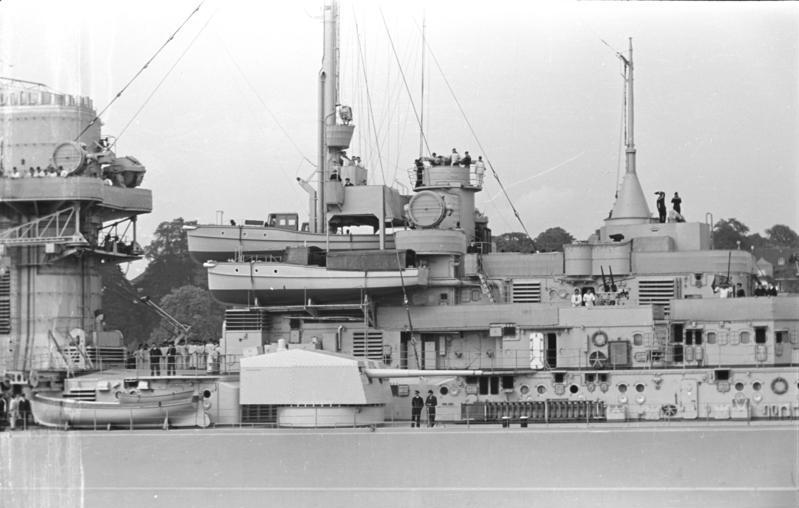
Ett av Bismarcks 15 cm torn. En liknande bestyckning skulle ha monterats på M-klassen.

Alla sex fartyg skulle vara utrustade med samma bestyckning. Det primära artilleriet bestod av åtta 15 cm L/55 snabbskjutande kanoner monterade i fyra tvillingtorn, i par i fören och aktern. Kanonerna hade sammanlagt 960 patroner, dvs. 120 skott per kanon. 15 cm tvillingtornen var av samma typ som de som monterades på slagskeppen av Bismarck- och Scharnhorst-klassen, samt ett antal andra fartyg. Kanonerna kunde sänkas till -10 grader och höjas till 40 grader, vilket gav en maximal räckvidd på 22 000 meter. 15 cm-kanonerna hade en eldhastighet på mellan 6 och 8 45,3 kg skott per minut, med en mynningshastighet på 875 meter per sekund. Kanonerna använde två drivladdningar: en 14,15 kg RPC/38 förladdning och en 23,5 kg huvudladdning i en mässingspatron.
Fartygen hade fyra 8,8 cm L/76 luftvärnskanoner i två dubbeltorn, akter om huvudöverbyggnaden. 8,8 cm-kanonerna försågs med 1 600 patroner, vilket innebar 400 skott per kanon. Dessa kanoner avfyrade 19,8 kg högexplosiva granater med en eldhastighet på 15 till 20 skott per minut och en mynningshastighet på 950 m/s. Kanonerna kunde höjas till 80 grader, vilket gjorde att de kunde träffa mål som flög på 12 400 meter. Fartygen i M-klassen var också utrustade med åtta 37 mm luftvärnskanoner i dubbla fästen centrerade på överbyggnaden. De hade totalt 9 600 granater. Luftvärnet kompletterades med fyra 20 mm kanoner som vardera hade 2 000 patroner. Fartygen var också beväpnade med åtta däcksmonterade 53 cm torpedtuber och cirka 60 sjöminor.
Fartygen skulle ha skyddats med Krupp- och Wotan, Hart pansarplåt. Det inre lagret av pansarbältet var 50 mm tjockt framför kritiska områden mittskepps och minskade till noll i aktern och fören. Det yttre skiktet var 30 mm mittskepps, som också avsmalnade till noll i båda ändarna av fartygen. De plana delarna av däcken var 20 mm tjocka, med 35 mm tjocka sluttande sidor som anslöt till bältespansarets botten. Besiktningstornet hade ett tak som var 50 mm tjockt och sidorna 100 mm tjocka. Kanontornen hade samma pansarskydd som den föregående lätta kryssaren Nürnberg: sidorna var 35 mm tjocka, ytorna var 80 mm tjocka, taken varierade i tjocklek från 20-35 mm. Pansaret som skyddade tornets barbetter var 60 mm tjockt.